# Sery (Ardenas)
 Sery  es una población y comuna francesa, en la región de Champaña-Ardenas, departamento de Ardenas, en el distrito de Rethel y cantón de Novion-Porcien.

## Demografía
| 358 | 402 | 313 | 314 | 268 | 287 |
| Para los censos de 1962 a 1999 la población legal corresponde a la población sin duplicidades (Fuente: INSEE [Consultar]) |     |     |     |     |     |